# Lista över italienska rekord i simning
Detta är en lista över italienska rekord i simning. Rekorden kontrolleras av Italienska simförbundet.

## Långbana (50m)

### Herrar
| Gren             | Tid      | +    | Namn                                                                                                  | Datum                        | Tävling                               | Plats                         | Ref           |
| ---------------- | -------- | ---- | --- | ---------------------------- | ------------------------------------- | ----------------------------- | ------------- |
| Frisim           |          |      | |                              |                                       |                               |               |
| 50 m             | 21,37    | sf   | Andrea Vergani                                                                                        | 8 augusti 2018               | Europamästerskapen                    | Glasgow, Storbritannien       | [ 1 ]         |
| 100 m            | 47,45    |      | Alessandro Miressi                                                                                    | 19 maj 2021                  | Europamästerskapen                    | Budapest, Ungern              | [ 2 ]         |
| 200 m            | 1.45,23  | sf   | Carlos D'Ambrosio                                                                                     | 28 juli 2025                 | Världsmästerskapen                    | Singapore                     | [ 3 ]         |
| 400 m            | 3.43,23  |      | Gabriele Detti                                                                                        | 21 juli 2019                 | Världsmästerskapen                    | Gwangju, Sydkorea             | [ 4 ]         |
| 800 m            | 7.39,27  |      | Gregorio Paltrinieri                                                                                  | 24 juli 2019                 | Världsmästerskapen                    | Gwangju, Sydkorea             | [ 5 ]         |
| 1 500 m          | 14.32,80 | 0ER0 | Gregorio Paltrinieri                                                                                  | 25 juni 2022                 | Världsmästerskapen                    | Budapest, Ungern              | [ 6 ]         |
| Ryggsim          |          |      | |                              |                                       |                               |               |
| 50 m             | 24,40    | =    | Thomas Ceccon                                                                                         | 15 augusti 2022              | Europamästerskapen                    | Rom, Italien                  | [ 7 ]         |
| 50 m             | 24,40    | =    | Michele Lamberti                                                                                      | 22 juni 2024                 | Trofeo Settecolli                     | Rom, Italien                  | [ 8 ]         |
| 100 m            | 51,60    | 0VR0 | Thomas Ceccon                                                                                         | 20 juni 2022                 | Världsmästerskapen                    | Budapest, Ungern              | [ 9 ]         |
| 200 m            | 1.55,71  |      | Thomas Ceccon                                                                                         | 21 april 2025                | Australiska mästerskapen              | Brisbane, Australien          | [ 10 ]        |
| Bröstsim         |          |      | |                              |                                       |                               |               |
| 50 m             | 26,27    | h    | Ludovico Viberti                                                                                      | 27 juni 2025                 | Trofeo Settecolli                     | Rom, Italien                  | [ 11 ]        |
| 100 m            | 58,26    |      | Nicolò Martinenghi                                                                                    | 19 juni 2022 12 augusti 2022 | Världsmästerskapen Europamästerskapen | Budapest, Ungern Rom, Italien | [ 12 ] [ 13 ] |
| 200 m            | 2.08,50  | sf   | Loris Facci                                                                                           | 30 juli 2009                 | Världsmästerskapen                    | Rom, Italien                  | [ 14 ]        |
| Fjärilsim        |          |      | |                              |                                       |                               |               |
| 50 m             | 22,67    |      | Thomas Ceccon                                                                                         | 28 juli 2025                 | Världsmästerskapen                    | Singapore                     | [ 15 ]        |
| 100 m            | 50,42    | sf   | Thomas Ceccon                                                                                         | 1 augusti 2025               | Världsmästerskapen                    | Singapore                     | [ 16 ]        |
| 200 m            | 1.54,28  |      | Federico Burdisso                                                                                     | 19 maj 2021                  | Europamästerskapen                    | Budapest, Ungern              | [ 17 ]        |
| Medley           |          |      | |                              |                                       |                               |               |
| 200 m            | 1.56,21  |      | Alberto Razzetti                                                                                      | 28 november 2023             | Italienska mästerskapen               | Riccione, Italien             | [ 18 ]        |
| 400 m            | 4.09,29  |      | Alberto Razzetti                                                                                      | 30 november 2023             | Italienska mästerskapen               | Riccione, Italien             | [ 18 ]        |
| Lagkapp – frisim |          |      | |                              |                                       |                               |               |
| 4×100 m          | 3.09,58  |      | Carlos D'Ambrosio (47,78) Thomas Ceccon (47,10) Lorenzo Zazzeri (47,36) Manuel Frigo (47,34)          | 27 juli 2025                 | Världsmästerskapen                    | Singapore                     | [ 19 ]        |
| 4×200 m          | 7.02,01  |      | Filippo Megli (1.45,86) Gabriele Detti (1.45,30) Stefano Ballo (1.45,27) Stefano Di Cola (1.45,58)    | 26 juli 2019                 | Världsmästerskapen                    | Gwangju, Sydkorea             | [ 20 ]        |
| Lagkapp – medley |          |      | |                              |                                       |                               |               |
| 4×100 m          | 3.27,51  |      | Thomas Ceccon (51,93) Nicolò Martinenghi (57,47) Federico Burdisso (50,63) Alessandro Miressi (47,48) | 25 juni 2022                 | Världsmästerskapen                    | Budapest, Ungern              | [ 21 ]        |

Förklaring: 0VR0 – Världsrekord; 0ER0 – Europarekord;

Rekord som ej noterats i en final: (h) – försöksheat; (sf) – semifinal; (s) – första sträckan i en lagkapp.

### Damer
| Gren             | Tid      | +    | Namn | Datum           | Tävling                 | Plats             | Ref    |
| ---------------- | -------- | ---- | --- | --------------- | ----------------------- | ----------------- | ------ |
| Frisim           |          |      | |                 |                         |                   |        |
| 50 m             | 24,41    | h    | Sara Curtis | 2 augusti 2025  | Världsmästerskapen      | Singapore         | [ 22 ] |
| 100 m            | 53,01    |      | Sara Curtis | 15 april 2025   | Italienska mästerskapen | Riccione, Italien | [ 23 ] |
| 200 m            | 1.52,98  | 0ER0 | Federica Pellegrini                                                                                            | 29 juli 2009    | Världsmästerskapen      | Rom, Italien      | [ 24 ] |
| 400 m            | 3.59,15  | 0ER0 | Federica Pellegrini                                                                                            | 26 juli 2009    | Världsmästerskapen      | Rom, Italien      | [ 25 ] |
| 800 m            | 8.12,81  | 0ER0 | Simona Quadarella                                                                                              | 2 augusti 2025  | Världsmästerskapen      | Singapore         | [ 26 ] |
| 1 500 m          | 15.31,79 | 0ER0 | Simona Quadarella                                                                                              | 29 juli 2025    | Världsmästerskapen      | Singapore         | [ 27 ] |
| Ryggsim          |          |      | |                 |                         |                   |        |
| 50 m             | 27,39    | sf   | Silvia Scalia                                                                                                  | 13 augusti 2022 | Europamästerskapen      | Rom, Italien      | [ 28 ] |
| 100 m            | 58,92    | s    | Margherita Panziera                                                                                            | 4 april 2019    | Italienska mästerskapen | Riccione, Italien | [ 29 ] |
| 200 m            | 2.05,56  |      | Margherita Panziera                                                                                            | 31 mars 2021    | Italienska mästerskapen | Riccione, Italien | [ 30 ] |
| Bröstsim         |          |      | |                 |                         |                   |        |
| 50 m             | 29,30    | sf   | Benedetta Pilato                                                                                               | 22 maj 2021     | Europamästerskapen      | Budapest, Ungern  | [ 31 ] |
| 100 m            | 1.05,44  |      | Benedetta Pilato                                                                                               | 21 juni 2024    | Trofeo Settecolli       | Rom, Italien      | [ 32 ] |
| 200 m            | 2.23,06  |      | Francesca Fangio                                                                                               | 27 juni 2021    | Trofeo Settecolli       | Rom, Italien      | [ 33 ] |
| Fjärilsim        |          |      | |                 |                         |                   |        |
| 50 m             | 25,49    | h    | Silvia Di Pietro                                                                                               | 1 augusti 2025  | Världsmästerskapen      | Singapore         | [ 34 ] |
| 100 m            | 57,04    | sf   | Elena Di Liddo                                                                                                 | 21 juli 2019    | Världsmästerskapen      | Gwangju, Sydkorea | [ 35 ] |
| 200 m            | 2.06,50  |      | Caterina Giacchetti                                                                                            | 26 maj 2009     | Italienska mästerskapen | Pescara, Italien  | [ 36 ] |
| Medley           |          |      | |                 |                         |                   |        |
| 200 m            | 2.09,30  |      | Sara Franceschi                                                                                                | 25 juni 2023    | Trofeo Settecolli       | Rom, Italien      | [ 37 ] |
| 400 m            | 4.34,34  |      | Alessia Filippi                                                                                                | 10 augusti 2008 | Olympiska sommarspelen  | Peking, Kina      | [ 38 ] |
| Lagkapp – frisim |          |      | |                 |                         |                   |        |
| 4×100 m          | 3.35,18  |      | Sara Curtis (53,29) Emma Menicucci (53,87) Chiara Tarantino (53,75) Sofia Morini (54,27)                       | 27 juli 2025    | Världsmästerskapen      | Singapore         | [ 39 ] |
| 4×200 m          | 7.46,57  |      | Renata Spagnolo (1.58,79) Alessia Filippi (1.56,97) Alice Carpanese (1.57,36) Federica Pellegrini (1.53,45)    | 30 juli 2009    | Världsmästerskapen      | Rom, Italien      | [ 40 ] |
| Lagkapp – medley |          |      | |                 |                         |                   |        |
| 4×100 m          | 3.55,79  | h    | Margherita Panziera (1.00,55) Arianna Castiglioni (1.05,26) Elena Di Liddo (56,74) Federica Pellegrini (53,24) | 30 juli 2021    | Olympiska sommarspelen  | Tokyo, Japan      | [ 41 ] |

Förklaring: 0VR0 – Världsrekord; 0ER0 – Europarekord;

Rekord som ej noterats i en final: (h) – försöksheat; (sf) – semifinal; (s) – första sträckan i en lagkapp.

### Mixed
| Gren             | Tid     | + | Namn | Datum          | Tävling                | Plats            | Ref    |
| ---------------- | ------- | - | --- | -------------- | ---------------------- | ---------------- | ------ |
| Lagkapp – frisim |         |   | |                |                        |                  |        |
| 4×100 m          | 3.21,48 |   | Manuel Frigo (48,18) Carlos D'Ambrosio (47,34) Sara Curtis (52,40) Emma Menicucci (53,56)                     | 2 augusti 2025 | Världsmästerskapen     | Singapore        | [ 42 ] |
| 4×200 m          | 7.29,35 |   | Stefano Ballo (1.46,96) Stefano Di Cola (1.46,16) Federica Pellegrini (1.55,66) Margherita Panziera (2.00,57) | 18 maj 2021    | Europamästerskapen     | Budapest, Ungern | [ 43 ] |
| Lagkapp – medley |         |   | |                |                        |                  |        |
| 4×100 m          | 3.39,28 |   | Thomas Ceccon (52,23) Nicolò Martinenghi (57,73) Elena Di Liddo (56,62) Federica Pellegrini (52,70)           | 31 juli 2021   | Olympiska sommarspelen | Tokyo, Japan     | [ 44 ] |

Förklaring: 0VR0 – Världsrekord; 0ER0 – Europarekord;

Rekord som ej noterats i en final: (h) – försöksheat; (sf) – semifinal; (s) – första sträckan i en lagkapp.

## Kortbana (25m)

### Herrar
| Gren             | Tid      | +    | Namn                                                                                                  | Datum            | Tävling                        | Plats                      | Ref    |
| ---------------- | -------- | ---- | --- | ---------------- | ------------------------------ | -------------------------- | ------ |
| Frisim           |          |      | |                  |                                |                            |        |
| 50 m             | 20,69    |      | Marco Orsi                                                                                            | 5 december 2014  | Världsmästerskapen             | Doha, Qatar                | [ 45 ] |
| 100 m            | 45,51    |      | Alessandro Miressi                                                                                    | 10 december 2023 | Europamästerskapen             | Otopeni, Rumänien          | [ 46 ] |
| 200 m            | 1.41,61  |      | Carlos D'Ambrosio                                                                                     | 31 mars 2025     | Italienska ungdomsmästerskapen | Riccione, Italien          | [ 47 ] |
| 400 m            | 3.36,63  |      | Gabriele Detti                                                                                        | 7 april 2019     | Coppa Caduti di Brema          | Riccione, Italien          | [ 48 ] |
| 800 m            | 7.27,94  |      | Gregorio Paltrinieri                                                                                  | 7 november 2021  | Europamästerskapen             | Kazan, Ryssland            | [ 49 ] |
| 1 500 m          | 14.08,06 |      | Gregorio Paltrinieri                                                                                  | 4 december 2015  | Europamästerskapen             | Netanya, Israel            | [ 50 ] |
| Ryggsim          |          |      | |                  |                                |                            |        |
| 50 m             | 22,62    | s    | Michele Lamberti                                                                                      | 3 november 2021  | Europamästerskapen             | Kazan, Ryssland            | [ 51 ] |
| 100 m            | 49,04    |      | Lorenzo Mora                                                                                          | 14 december 2022 | Världsmästerskapen             | Melbourne, Australien      | [ 52 ] |
| 200 m            | 1.48,43  |      | Lorenzo Mora                                                                                          | 10 december 2023 | Europamästerskapen             | Otopeni, Rumänien          | [ 46 ] |
| Bröstsim         |          |      | |                  |                                |                            |        |
| 50 m             | 25,37    | sf   | Nicolò Martinenghi                                                                                    | 6 november 2021  | Europamästerskapen             | Kazan, Ryssland            | [ 53 ] |
| 100 m            | 55,63    |      | Nicolò Martinenghi                                                                                    | 4 november 2021  | Europamästerskapen             | Kazan, Ryssland            | [ 54 ] |
| 200 m            | 2.03,80  |      | Edoardo Giorgetti                                                                                     | 18 december 2009 | Duel in the Pool               | Manchester, Storbritannien | [ 55 ] |
| Fjärilsim        |          |      | |                  |                                |                            |        |
| 50 m             | 22,01    |      | Michele Busa                                                                                          | 11 december 2024 | Världsmästerskapen             | Budapest, Ungern           | [ 56 ] |
| 100 m            | 48,64    |      | Matteo Rivolta                                                                                        | 27 november 2021 | International Swimming League  | Eindhoven, Nederländerna   | [ 57 ] |
| 200 m            | 1.48,64  | 0ER0 | Alberto Razzetti                                                                                      | 12 december 2024 | Världsmästerskapen             | Budapest, Ungern           | [ 58 ] |
| Medley           |          |      | |                  |                                |                            |        |
| 100 m            | 50,95    |      | Marco Orsi                                                                                            | 7 november 2021  | Europamästerskapen             | Kazan, Ryssland            | [ 59 ] |
| 200 m            | 1.50,88  |      | Alberto Razzetti                                                                                      | 10 december 2024 | Världsmästerskapen             | Budapest, Ungern           | [ 60 ] |
| 400 m            | 3.57,01  |      | Alberto Razzetti                                                                                      | 10 december 2023 | Europamästerskapen             | Otopeni, Rumänien          | [ 46 ] |
| Lagkapp – frisim |          |      | |                  |                                |                            |        |
| 4×50 m           | 1.22,90  |      | Santo Condorelli (21,27) Andrea Vergani (20,44) Lorenzo Zazzeri (20,57) Alessandro Miressi (20,62)    | 14 december 2018 | Världsmästerskapen             | Hangzhou, Kina             | [ 61 ] |
| 4×100 m          | 3.02,75  | 0ER0 | Alessandro Miressi (46,15) Paolo Conte Bonin (45,93) Leonardo Deplano (45,54) Thomas Ceccon (45,13)   | 13 december 2022 | Världsmästerskapen             | Melbourne, Australien      | [ 62 ] |
| 4×200 m          | 6.47,51  |      | Filippo Megli (1.42,26) Manuel Frigo (1.42,15) Carlos D'Ambrosio (1.41,48) Alberto Razzetti (1.41,62) | 13 december 2024 | Världsmästerskapen             | Budapest, Ungern           | [ 63 ] |
| Lagkapp – medley |          |      | |                  |                                |                            |        |
| 4×50 m           | 1.29,72  | 0VR0 | Lorenzo Mora (22,65) Nicolò Martinenghi (24,95) Matteo Rivolta (21,60) Leonardo Deplano (20,52)       | 17 december 2022 | Världsmästerskapen             | Melbourne, Australien      | [ 64 ] |
| 4×100 m          | 3.19,06  | 0ER0 | Lorenzo Mora (49,48) Nicolò Martinenghi (55,52) Matteo Rivolta (48,50) Alessandro Miressi (45,56)     | 18 december 2022 | Världsmästerskapen             | Melbourne, Australien      | [ 65 ] |

Förklaring: 0VR0 – Världsrekord; 0ER0 – Europarekord;

Rekord som ej noterats i en final: (h) – försöksheat; (sf) – semifinal; (s) – första sträckan i en lagkapp.

### Damer
| Gren             | Tid      | +  | Namn | Datum             | Tävling                       | Plats                   | Ref    |
| ---------------- | -------- | -- | --- | ----------------- | ----------------------------- | ----------------------- | ------ |
| Frisim           |          |    | |                   |                               |                         |        |
| 50 m             | 23,68    | sf | Silvia Di Pietro                                                                                              | 14 december 2024  | Världsmästerskapen            | Budapest, Ungern        | [ 66 ] |
| 100 m            | 52,10    |    | Federica Pellegrini                                                                                           | 7 april 2019      | Coppa Caduti di Brema         | Riccione, Italien       | [ 67 ] |
| 200 m            | 1.51,17  |    | Federica Pellegrini                                                                                           | 13 december 2009  | Europamästerskapen            | Istanbul, Turkiet       | [ 68 ] |
| 400 m            | 3.57,59  |    | Federica Pellegrini                                                                                           | 6 mars 2011       | Coppa Caduti di Brema         | Ostia, Italien          | [ 69 ] |
| 800 m            | 8.04,53  |    | Alessia Filippi                                                                                               | 12 december 2008  | Europamästerskapen            | Rijeka, Kroatien        | [ 70 ] |
| 1 500 m          | 15.29,74 |    | Simona Quadarella                                                                                             | 5 mars 2021       | Lokal tävling                 | Rom, Italien            | [ 71 ] |
| Ryggsim          |          |    | |                   |                               |                         |        |
| 50 m             | 26,03    | sf | Sara Curtis                                                                                                   | 12 december 2024  | Världsmästerskapen            | Budapest, Ungern        | [ 72 ] |
| 100 m            | 56,57    | sf | Margherita Panziera                                                                                           | 4 december 2019   | Europamästerskapen            | Glasgow, Storbritannien | [ 73 ] |
| 200 m            | 2.01,45  |    | Margherita Panziera                                                                                           | 6 december 2019   | Europamästerskapen            | Glasgow, Storbritannien | [ 74 ] |
| Bröstsim         |          |    | |                   |                               |                         |        |
| 50 m             | 28,81    |    | Benedetta Pilato                                                                                              | 21 november 2020  | International Swimming League | Budapest, Ungern        | [ 75 ] |
| 100 m            | 1.03,55  |    | Benedetta Pilato                                                                                              | 15 november 2020  | International Swimming League | Budapest, Ungern        | [ 76 ] |
| 200 m            | 2.19,17  |    | Francesca Fangio                                                                                              | 14 april 2022     | Coppa Caduti di Brema         | Riccione, Italien       | [ 77 ] |
| Fjärilsim        |          |    | |                   |                               |                         |        |
| 50 m             | 25,03    | sf | Silvia Di Pietro                                                                                              | 6 november 2021   | Europamästerskapen            | Kazan, Ryssland         | [ 78 ] |
| 100 m            | 56,06    | sf | Elena Di Liddo                                                                                                | 15 december 2018  | Världsmästerskapen            | Hangzhou, Kina          | [ 79 ] |
| 200 m            | 2.04,20  |    | Ilaria Bianchi                                                                                                | 6 december 2019   | Europamästerskapen            | Glasgow, Storbritannien | [ 80 ] |
| Medley           |          |    | |                   |                               |                         |        |
| 100 m            | 58,45    |    | Costanza Cocconcelli                                                                                          | 26 september 2021 | International Swimming League | Neapel, Italien         | [ 81 ] |
| 200 m            | 2.06,17  |    | Ilaria Cusinato                                                                                               | 15 december 2018  | Världsmästerskapen            | Hangzhou, Kina          | [ 82 ] |
| 400 m            | 4.26,06  |    | Alessia Filippi                                                                                               | 14 december 2008  | Europamästerskapen            | Rijeka, Kroatien        | [ 83 ] |
| Lagkapp – frisim |          |    | |                   |                               |                         |        |
| 4×50 m           | 1.35,61  |    | Silvia Di Pietro (23,92) Erika Ferraioli (23,52) Aglaia Pezzato (24,06) Federica Pellegrini (24,11)           | 11 december 2016  | Världsmästerskapen            | Windsor, Kanada         | [ 84 ] |
| 4×100 m          | 3.29,48  |    | Erika Ferraioli (52,70) Silvia Di Pietro (52,30) Aglaia Pezzato (52,76) Federica Pellegrini (51,76)           | 5 december 2014   | Världsmästerskapen            | Doha, Qatar             | [ 85 ] |
| 4×200 m          | 7.40,28  |    | Giulia D'Innocenzo (1.54,49) Sofia Morini (1.53,88) Matilde Biagiotti (1.55,31) Anna Chiara Mascolo (1.56,60) | 12 december 2024  | Världsmästerskapen            | Budapest, Ungern        | [ 86 ] |
| Lagkapp – medley |          |    | |                   |                               |                         |        |
| 4×50 m           | 1.43,97  |    | Costanza Cocconcelli (26,87) Benedetta Pilato (28,75) Silvia Di Pietro (25,19) Jasmine Nocentini (23,16)      | 7 december 2023   | Europamästerskapen            | Otopeni, Rumänien       | [ 46 ] |
| 4×100 m          | 3.50,36  |    | Sara Curtis (57,41) Benedetta Pilato (1.04,30) Elena Capretta (57,01) Sofia Morini (51,64)                    | 15 december 2024  | Världsmästerskapen            | Budapest, Ungern        | [ 87 ] |

Förklaring: 0VR0 – Världsrekord; 0ER0 – Europarekord;

Rekord som ej noterats i en final: (h) – försöksheat; (sf) – semifinal; (s) – första sträckan i en lagkapp.

### Mixed
| Gren             | Tid     | +    | Namn                                                                                                  | Datum            | Tävling            | Plats                 | Ref    |
| ---------------- | ------- | ---- | --- | ---------------- | ------------------ | --------------------- | ------ |
| Lagkapp – frisim |         |      | |                  |                    |                       |        |
| 4×50 m           | 1.28,28 |      | Alessandro Miressi (20,87) Lorenzo Zazzeri (20,48) Jasmine Nocentini (23,39) Silvia Di Pietro (23,54) | 9 december 2023  | Europamästerskapen | Otopeni, Rumänien     | [ 46 ] |
| Lagkapp – medley |         |      | |                  |                    |                       |        |
| 4×50 m           | 1.36,01 | 0ER0 | Lorenzo Mora (22,59) Nicolò Martinenghi (24,83) Silvia Di Pietro (24,52) Costanza Cocconcelli (24,07) | 14 december 2022 | Världsmästerskapen | Melbourne, Australien | [ 88 ] |
| 4×100 m          | 3.35,54 |      | Lorenzo Mora (50,11) Ludovico Viberti (57,08) Elena Capretta (56,77) Sara Curtis (51,58)              | 14 december 2024 | Världsmästerskapen | Budapest, Ungern      | [ 89 ] |

Förklaring: 0VR0 – Världsrekord; 0ER0 – Europarekord;

Rekord som ej noterats i en final: (h) – försöksheat; (sf) – semifinal; (s) – första sträckan i en lagkapp.